# 슈테판 렘러
슈테판 렘러(독일어: Stephan Remmler, 1946년 10월 25일 ~ )는 독일의 가수, 작곡가, 프로듀서다. 그는 독일 밴드 트리오의 리드 싱어로 기타를 연주한 게르트 크라빙켈, 드럼을 연주한 페터 베렌스와 함께 유명해졌다. 나머지 두 명이 사망한 뒤 트리오에서 살아남은 멤버는 렘러가 유일하다.
1986년 트리오가 해체된 후 1996년까지 여러 싱글과 앨범을 발표하며 솔로 가수로서의 음악 활동을 이어나갔다. 그의 작품에는 슐라거와 음주가도 담겨 있다. 그의 가장 큰 히트곡은 아테네의 케인 스턴(1986년, 1987년 미국에 가지 않아서 영어로 발표)과 1987년 알레스하틴 엔데(nur die Wurst hat zwei)였다. 그의 1990년대 발표곡들은 록 음악에 더 치중했다. 1996년 음악계를 떠난 렘러는 10년간 휴식을 취한 뒤 2006년 컴백했다.
렘러는 노르트라인베스트팔렌주 비텐에서 태어났다. 그는 현재 스페인 란사로테의 라스 브레냐스라고 불리는 마을에서 가족과 함께 살고 있다. 그는 힐라나 렘러라이치크라는 이름의 인테리어 디자이너와 결혼했고 세 명의 아들이 있다.